# John Devoy
John Devoy (Kill, comtat de Kildare 1842 - Nova York 1928) fou un revolucionari fenià irlandès.
El 1858 es va unir a la Germandat Republicana Irlandesa. El 1865 va organitzar la fuga de la presó de James Stephens, i el 1866 fou condemnat a 15 anys de presó per intentar reclutar fenians entre els soldats anglesos. A causa dels nombrosos motins que organitzà a diverses presons britàniques, el 1871 decidiren deportar-lo 
Marxà als EUA, on el 1871 organitzaria el Clan na Gael. Fou redactor del New York Herald i el 1875 organitzà la fuga de sis fenians d'Austràlia Occidental a bord del Catalpa. El 1879 viatjà a Irlanda, on es va trobar amb Charles Kickham, John O'Leary i Michael Davitt, i va donar suport des del 1880 la campanya de la terra dirigida per Charles Steward Parnell.
Malgrat el seu escepticisme, va donar suport econòmic als Voluntaris Irlandesos des del 1914, gràcies a la petició de Patrick Pearse, així com la visita a Alemanya de Roger Casement. Va donar suport logístic i econòmic a l'aixecament de Pasqua del 1916, però hi va tenir molt poc protagonisme. El 1919 tornà a visitar Irlanda convidat pel Dáil Éireann, i el 1921 va donar suport al Tractat Angloirlandès. Va morir en la pobresa a Nova York.